# 奥村恭平
奥村 恭平（おくむら きょうへい、1886年〈明治19年〉11月3日 - 1970年〈昭和45年〉12月4日）は、日本の陸軍軍人。最終階級は陸軍少将。タンクの訳語として「戦車」を考案した人物である。

## 経歴
1886年（明治19年）、山口県生まれ。陸軍士官学校第21期卒業。1934年（昭和9年）に輜重兵第8大隊長に就任、1936年（昭和11年）6月1日に輜重兵第8連隊長に転じ、8月1日に陸軍輜重兵大佐に進級した。12月5日には自動車第2連隊長に転じた。
1939年（昭和14年）8月1日に陸軍少将に進級し、輜重兵監部附となった。1940年（昭和15年）に中支那野戦自動車廠長に就任し、中国大陸に出動。1941年（昭和16年）12月に支那派遣軍兵器部長に転じ、1943年（昭和18年）6月10日に東部軍司令部附となり、6月20日に予備役に編入された。
1947年（昭和22年）11月28日、公職追放仮指定を受けた。

## 栄典
勲章
- 1926年（大正15年）11月29日 - 勲四等瑞宝章[5]
- 1940年（昭和15年）8月15日 - 紀元二千六百年祝典記念章[6]

外国勲章佩用允許
- 1943年（昭和18年）7月14日 - 中華民国：一級同光勲章[7]